# Winklera
Winklera é um género botânico pertencente à família Brassicaceae.